# Марселлус (Мічиган)
Марселлус (англ. Marcellus) — селище (англ. village) в США, в окрузі Кесс штату Мічиган. Населення — 1074 особи (2020).

## Географія
Марселлус розташований за координатами 42°1′34″ пн. ш. 85°48′41″ зх. д. / 42.02611° пн. ш. 85.81139° зх. д. (42.026225, -85.811420).  За даними Бюро перепису населення США в 2010 році селище мало площу 1,52 км², з яких 1,51 км² — суходіл та 0,02 км² — водойми.

## Демографія
Згідно з переписом 2010 року, у селищі мешкало 1198 осіб у 441 домогосподарстві у складі 327 родин. Густота населення становила 786 осіб/км².  Було 493 помешкання (323/км²).
Расовий склад населення:
| - 96,5 % — білих - 1,6 % — чорних або афроамериканців - 0,3 % — корінних американців - 0,3 % — азіатів |

До двох чи більше рас належало 1,3 %. Частка іспаномовних становила 1,5 % від усіх жителів.
За віковим діапазоном населення розподілялося таким чином: 29,6 % — особи молодші 18 років, 57,3 % — особи у віці 18—64 років, 13,1 % — особи у віці 65 років та старші. Медіана віку мешканця становила 34,9 року. На 100 осіб жіночої статі у селищі припадало 92,9 чоловіків;  на 100 жінок у віці від 18 років та старших — 92,5 чоловіків також старших 18 років.
Середній дохід на одне домашнє господарство  становив 53 702 долари США (медіана — 43 750), а середній дохід на одну сім'ю — 57 240 доларів (медіана — 45 000). Медіана доходів становила 35 385 доларів для чоловіків та 28 333 долари для жінок. За межею бідності перебувало 27,4 % осіб, у тому числі 33,9 % дітей у віці до 18 років та 2,5 % осіб у віці 65 років та старших.
Цивільне працевлаштоване населення становило 448 осіб. Основні галузі зайнятості: виробництво — 31,3 %, роздрібна торгівля — 14,3 %, мистецтво, розваги та відпочинок — 12,9 %.